# Dennis Hackin
Pour les articles homonymes, voir Hackin.
Dennis Hackin est un scénariste américain.

## Filmographie

### Producteur

#### Cinéma
- 1979 : Wanda Nevada de Peter Fonda
- 1980 : Bronco Billy de Clint Eastwood
- 2000 : South of Heaven, West of Hell (en) de Dwight Yoakam

#### Télévision

##### Téléfilms
- 1993 : Seul contre la pègre (Marked for Murder) de Mimi Leder

### Réalisateur

#### Cinéma
- 2010 : Dizzyland (court métrage)

### Scénariste

#### Cinéma
- 1979 : Wanda Nevada de Peter Fonda
- 1980 : Bronco Billy de Clint Eastwood
- 1986 : Le Maître de guerre (Heartbreak Ridge) de Clint Eastwood (non crédité)
- 1989 : Cadence de combat (No Holds Barred) de Thomas J. Wright
- 2000 : South of Heaven, West of Hell (en) de Dwight Yoakam

#### Télévision

##### Téléfilms
- 1988 : Weekend War (en) de Steven Hilliard Stern
- 1993 : Seul contre la pègre (Marked for Murder) de Mimi Leder